# Cling Cling
《Cling Cling》是日本流行電音組合Perfume第20張單曲。單曲於2014年7月16日發行。唱片公司為Perfume Records/Universal J。

## 介绍
- 距離前一張單曲《Sweet Refrain》約8個月發行的單曲[1]，是Perfume首次在單曲中收錄4首歌曲。
- 在單曲發行前，Perfume決定舉行全國巡迴演唱會「Perfume 5th Tour 2014『轉轉轉』」（Perfume 5th Tour 2014「ぐるんぐるん」）。如果在演唱會前發行專輯，那樣在演唱會便不能表演太多舊歌；如果在演唱會前只發行單曲，那樣演唱會便會欠缺新鮮感。因此，這張單曲是帶著迷你專輯的意識去制作的。成員NOCCHi表示，在這次單曲裡每首歌都沒有「B面曲這樣的意識」。製作人中田康貴表示，這首歌是嘗試以「在大型購物中心裡走失的小孩的心情」去創作的。
- 《Cling Cling》為「俏正美BB系列」廣告歌。《Cling Cling》的音樂錄影帶由日本首席美術大師種田陽平擔當美術指導，拍攝由5月12日的上午8時至翌日上午5時才完成，以居住在陰暗而奇異的地下世界裡的三位歌姫為主題，並以一個迷途小女孩無意中踏進這個混亂的地市作故事的開始。成員KASHIYUKA的愛貓「LYON」也在錄影帶中段登場。MV中成员a-chan手里拿的杂志也刚好是中国大陆杂志“读者”2008年12（本期主题为“汶川大地震”，即发行同时中国四川汶川地区发生的里氏7.8级特大地震）期，为a-chan于发行当年前往中国上海拍摄写真集“Perfume Portfolio”时购得。
- B面曲《Hold Your Hand》為NHK電視劇《無聲貧窮（日语：サイレント・プア）》主題曲。官方特意為此曲拍攝了歌詞版的短版音樂錄影帶，而歌詞中每個詞語，均被寫在與Perfume有關的人物的手掌上，並串連一起呈現出來。其後，官方舉行全球性的「手掌」徵集活動，邀請世界各地的歌迷，把歌詞中的詞語寫上手掌，完成完整版的音樂錄影帶，配合歌曲「牽手」的主題。
- 另一首B面曲《DISPLAY》則是Perfume代言的松下4K電視主題曲。音樂錄影帶是與松下公司共同拍攝完成的，為宣傳其下電視品牌『4K VIERA』，店舖裡使用的是短版錄影帶（以4K60P拍攝的版本），同時是Perfume首支以4K超清技術拍攝的音樂錄影帶。

## 收錄歌曲

### CD
| 曲序     | 曲目                                          | 时长  |
| -------- | --------------------------------------------- | ----- |
| 1.       | Cling Cling（「系列」廣告歌）                 | 4:17  |
| 2.       | Hold Your Hand（NHK電視劇「無聲貧窮」主題曲） | 3:35  |
| 3.       | DISPLAY                                       | 3:48  |
| 4.       | いじわるなハロー                              | 4:07  |
| 5.       | Cling Cling -Original Instrumental-           | 4:17  |
| 6.       | Hold Your Hand -Original Instrumental-        | 3:36  |
| 7.       | DISPLAY -Original Instrumental-               | 3:49  |
| 8.       | いじわるなハロー -Original Instrumental-      | 4:07  |
| 总时长： | 总时长：                                      | 31:39 |

### DVD（完全生产限定盘）
1. Cling Cling -Video Clip-
2. Cling Cling -Teaser-
3. DISPLAY (Short Ver.) -Video Clip-
4. 「Perfume FES!! 2014」3/15〜4/11精華片段
5. 西脇家紀念「SPICE」「SHINING☆STAR」

### DVD（初回盘）
1. Cling Cling -Video Clip-
2. Cling Cling -Teaser-
3. DISPLAY (Short Ver.) -Video Clip-
4. 「Perfume FES!! 2014」3/15〜4/11精華片段

## 資料來源
1. ↑  .   [2014-05-21]. （原始内容存档于2014-05-21）.

## 外部連結
- 日本環球唱片公司的Perfume專頁（页面存档备份，存于）（日語）
- 官方YouTube頻道音樂影片：
  - YouTube上的Official Music Video:Perfume 「Cling Cling（short ver.）」
  - YouTube上的Official Music Video:Perfume 「Cling Cling」
  - YouTube上的Official Music Video:Perfume 「DISPLAY (short ver.)」
  - YouTube上的Official Music Video:Perfume 「Hold Your Hand （short ver.）」
  - YouTube上的Official Music Video:Perfume 「Hold Your Hand」